# Giobbe
Giobbe (in ebraico:  אִיּוֹב 'Iyyōbh, in greco: 'Ιώβ, nella Vulgata: Iob [Alcuni Padri della Chiesa anche Hiob], in arabo Ayoub ―أيوب Ayyūb―, la variante in turco è Eyüp, e il significato del suo nome probabilmente è "osteggiato", che "sopporta le avversità") è un patriarca idumeo protagonista del Libro di Giobbe, libro dei Ketuvim della Bibbia ebraica e classificato dai cristiani tra i libri sapienziali dell'Antico Testamento.

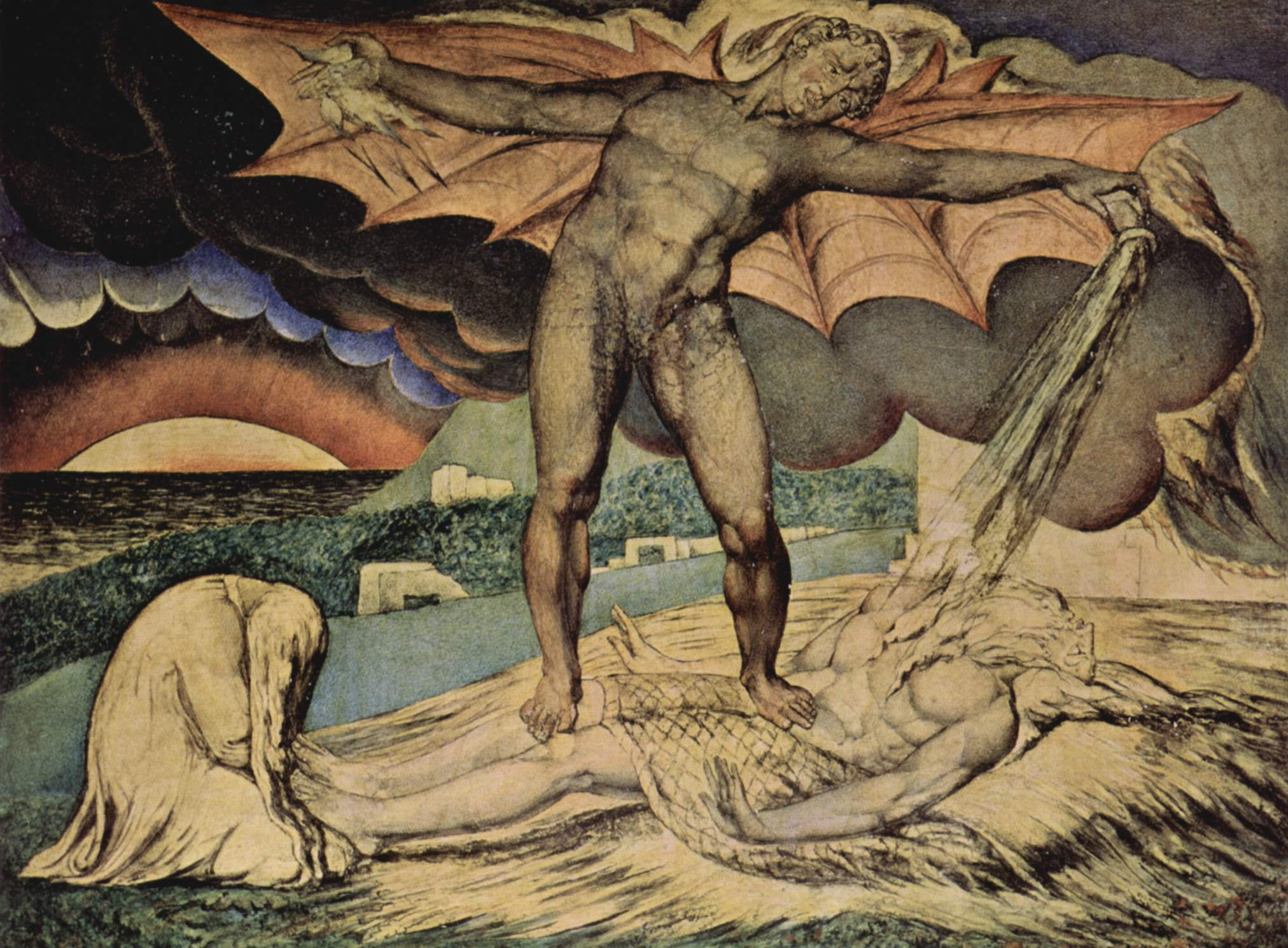
Illustrazioni del Libro di Giobbe da parte del pittore William Blake: Satana infligge le piaghe a Giobbe (Londra, Tate Britain).

Giobbe rappresenta l'immagine del giusto la cui fede è messa alla prova da parte di Satana. I cattolici ne festeggiano la santità il 10 maggio.

## Personaggio biblico
Giobbe viene descritto come un uomo giusto, ricchissimo e felice, che viveva piamente la sua vita onorando Dio. Nei primi versetti viene definito come il "maggiore di tutti gli orientali", a motivo della quantità di bestiame e servitù a sua disposizione. Satana vuole convincere Dio che Giobbe finge di praticare la sua fede ma solo per conservare i suoi beni materiali con il beneplacito divino.
Allora Dio permette che Satana metta alla prova Giobbe che invece, nonostante i mali che lo travagliano per le prove che Satana gli fa subire, sopporterà con rassegnazione la perdita dei suoi beni, dei suoi sette figli e tre figlie che moriranno nel crollo della casa di uno di loro e anche le sofferenze dovute alla malattia che lo ha colpito.
Inoltre egli sopporta i rimproveri di tre suoi amici, senza bestemmiare una sola volta il suo Dio. Dio gli spiegherà in seguito che non bisogna giudicare l'operato divino dal punto di vista umano. Infine lo ristabilirà in tutti i suoi averi raddoppiandoglieli e gli darà di nuovo sette figli e tre figlie.

## Personaggio del Corano
Il Corano nomina Giobbe come un profeta nobile e generoso. Dio lo ha amato molto poiché è stato uno dei suoi più umili e fedeli servitori. Egli ha aiutato gli orfani e ha sfamato i poveri.
Vedendo la devozione di Giobbe verso Dio, Satana ha deciso di tentarlo senza riuscirci. Satana ha tentato sua moglie Rama con successo; Dio allora lo ha colmato di miserie e ha dovuto soffrire pazientemente.

## Giobbe, la sofferenza del giusto

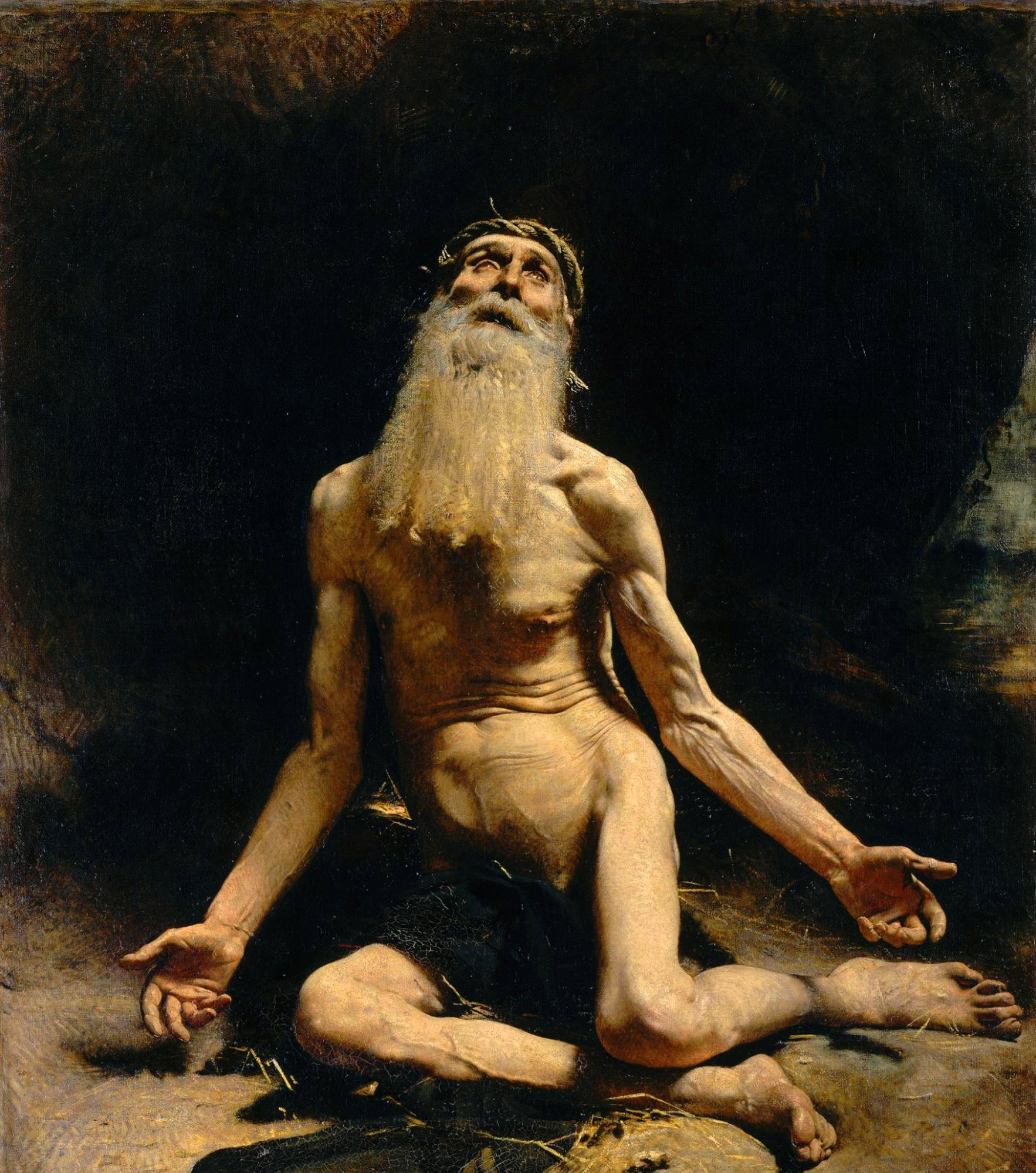
Giobbe, dipinto di Léon Bonnat (1880; Parigi, Musée d'Orsay).

Giobbe rappresenta la contraddizione tra il giusto che soffre senza colpa e il malvagio che invece prospera: egli è la metafora di una ricerca della giustizia che dovrebbe colpire chi fa il male e assolvere e premiare chi fa il bene.
Presso gli ebrei, nel periodo dell'esilio babilonese vigeva la convinzione che il malvagio venisse giustamente punito con il dolore o la perdita di beni materiali, come effetto immediato, quasi meccanico, delle sue cattive azioni mentre il buono, quando agiva bene, veniva subito premiato con l'abbondanza e la fecondità.
Per gli ebrei, come per le popolazioni semitiche, l'amicizia dell'uomo giusto con Dio è portatrice di una ricompensa terrena. Il caso di un giusto colpito dalla sofferenza doveva essere ritenuto come un incidente limitato nel tempo da superare con la prudenza, la pazienza, le virtù del saggio che avrebbero portato alla fine del dolore e al premio immediato.
Quando si constatava che l'uomo ingiusto godeva e prosperava nonostante la sua malvagità, la morale ebraica, come anche quella greca, come emerge dalle tragedie del ciclo di Edipo, sosteneva che la fortuna di questi sarebbe stata di breve durata e che la giustizia divina sarebbe intervenuta a riportare in equilibrio i piatti della bilancia condannando se non lui, la sua progenie secondo il principio che i figli pagano per le colpe dei padri. 

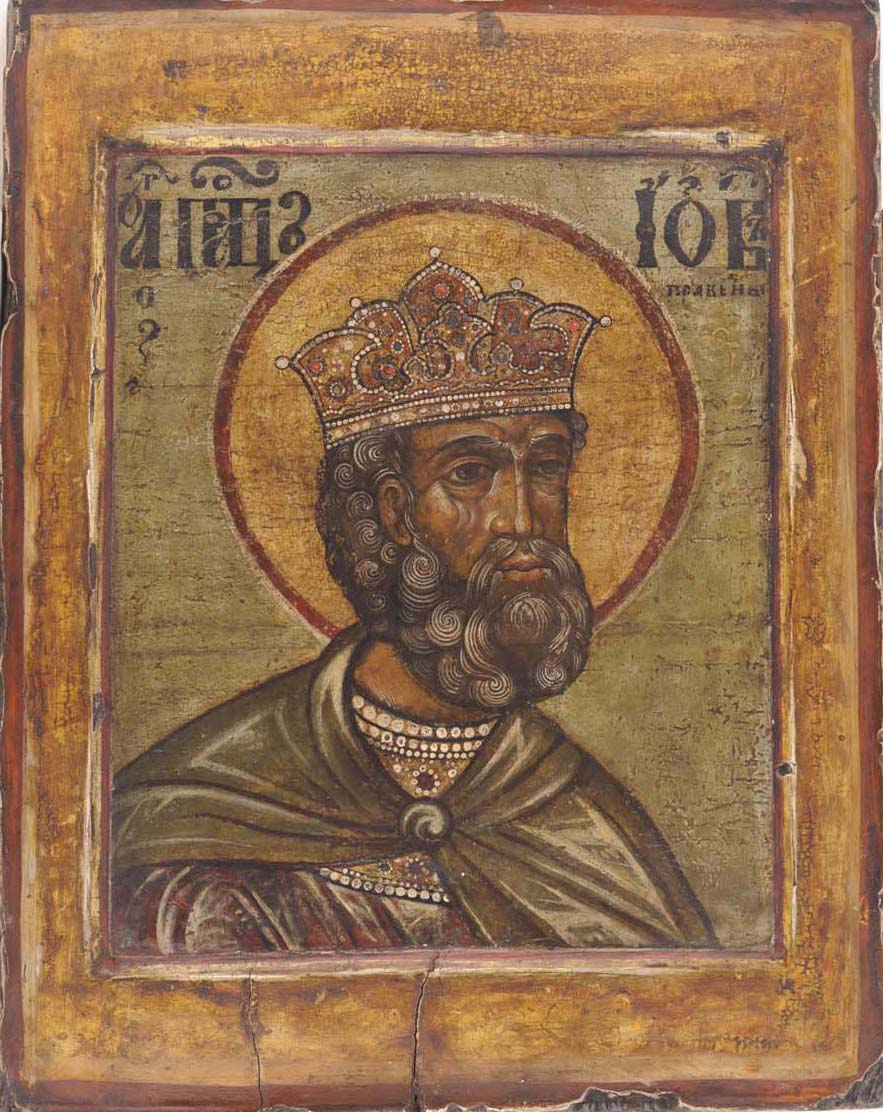
Icona russa di San Giobbe del XVII secolo.

Questo poteva accadere anche per il giusto che, forse inconsapevolmente, stava scontando l'effetto di azioni malvagie commesse dai propri padri. Questo quando Geremia (VII secolo a.C.), ma soprattutto Ezechiele (VI secolo a.C.), avevano invece in modo chiaro detto, in anticipo sul libro di Giobbe, probabilmente del V secolo a.C., che i figli non pagano per le colpe dei padri e i padri non pagano per le colpe dei figli, ma ognuno paga per sé (Ezechiele 14,14-20).
Nel testo biblico di Giobbe, si nota come il problema del male viene trattato con una totale assenza di preconcetti di carattere religioso, che possono spiegare la convinzione di un giusto che paghi per le colpe di altri. La ricerca di Giobbe non si accontenta di spiegazioni superficiali o di quelle della teologia ufficiale, convinta di poter capire Dio e il suo agire secondo principi razionali e teologici.
Questa spregiudicatezza è dovuta soprattutto alla cultura dello stesso autore; infatti Giobbe, che nel testo risulta vivere in una zona tra l'Arabia e il paese di Edom, doveva essere in parte non appartenente al popolo d'Israele: era probabilmente un ebreo-arabo rappresentante della cultura laica e in quanto scriba, la classe da cui il re prelevava i suoi funzionari, era in contrapposizione alla stessa cultura sacerdotale ebraica.

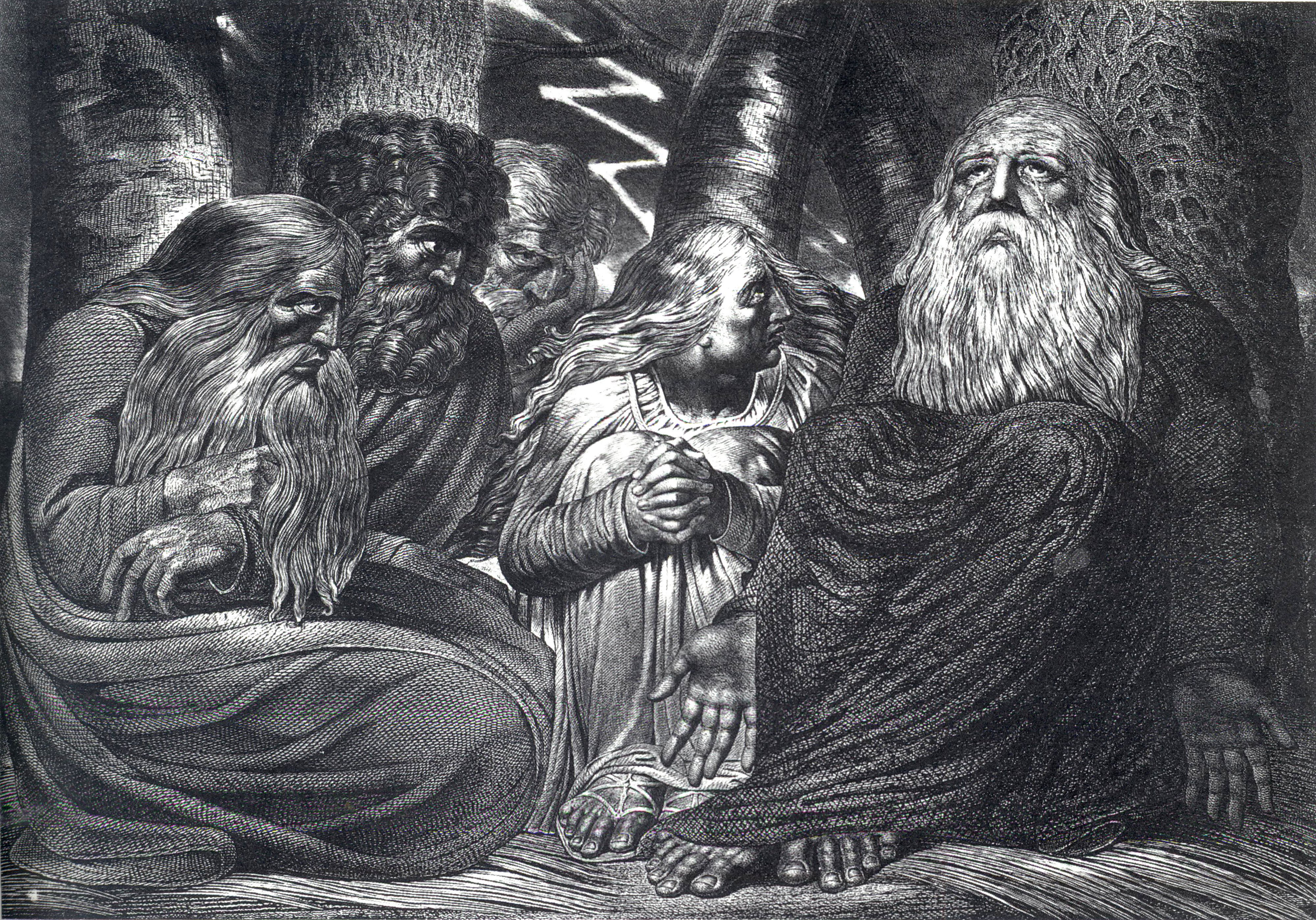
I tormentatori di Giobbe, illustrazione di Blake (1785-1790).

Nel Corano Il Libro inizia con una rappresentazione del mondo orientale, precisamente arabo, in cui il sultano si incontra con i propri dignitari, figli dello stesso sultano. Nella trasposizione religiosa il sultano è la metafora di Dio e i suoi figli sono gli angeli. Nel corso della riunione appare Satana che viene a dialogare con il sultano-Dio come se fosse uno dei dignitari, un evento in chiara contraddizione con la tradizione biblica della cultura sacerdotale: Satana non può confrontarsi con Dio e addirittura sfidarlo a una scommessa.
Invece nel libro di Giobbe, Satana contraddice e si contrappone a Dio che crede e sa che Giobbe è un uomo integerrimo, che continuerà ad aver fede in lui anche se privato dei suoi averi, al punto che da ricco com'è diverrà povero, o colpito nella sua stessa integrità fisica. Anzi Dio, che ha il potere su tutte le cose in quanto da lui create, addirittura metterà Giobbe nelle mani di Satana, con l'unico obbligo di non ucciderlo.
(Giobbe 16,12-14)
Quindi Giobbe viene colpito senza sapere il perché delle sue sofferenze.
Gli amici Elifaz, Bildad e Zofar che lo vanno a trovare lo rimproverano perché ha accusato Dio e cercano di spiegare il suo dolore affermando che la colpa è stata commessa dai suoi genitori, ed egli quindi sconta la pena per loro (Giobbe 2,11-13): questo però significa ammettere che Dio è ingiusto, in quanto sta punendo un innocente.
Ma né gli amici né Giobbe riescono a risolvere il problema del giusto che soffre fino a quando, alla fine del libro, non appare Dio che mette sotto processo lo stesso Giobbe: «Quando io ponevo le fondamenta del mondo, tu dov'eri?» (Giobbe 38,4). Dio rivendica la sua onnipotenza rispetto alla miseria dell'umanità: l'uomo può trovare una risposta al dolore e al male solo decidendo di affidarsi a Lui.

## Riflessi culturali
La figura biblica di Giobbe è presente in alcune riflessione dell'opera La ripetizione di Søren Kierkegaard:
Nella sua opera Risposta a Giobbe del 1952 Carl Gustav Jung tratta le implicazioni morali, mitologiche e psicologiche del Libro di Giobbe che egli giudica come lo sviluppo di un "dramma divino" che contempla per la prima volta la critica di Dio (Gotteskritik). Nella sua opera Jung si scaglia contro la «selvatichezza e perversità divina [di] un Dio smodato nelle sue emozioni… roso dall'ira e dalla gelosia».